# 46P/Wirtanen
46P/Wirtanen es un pequeño cometa que tarda 5.4 años en recorrer su órbita alrededor del Sol.

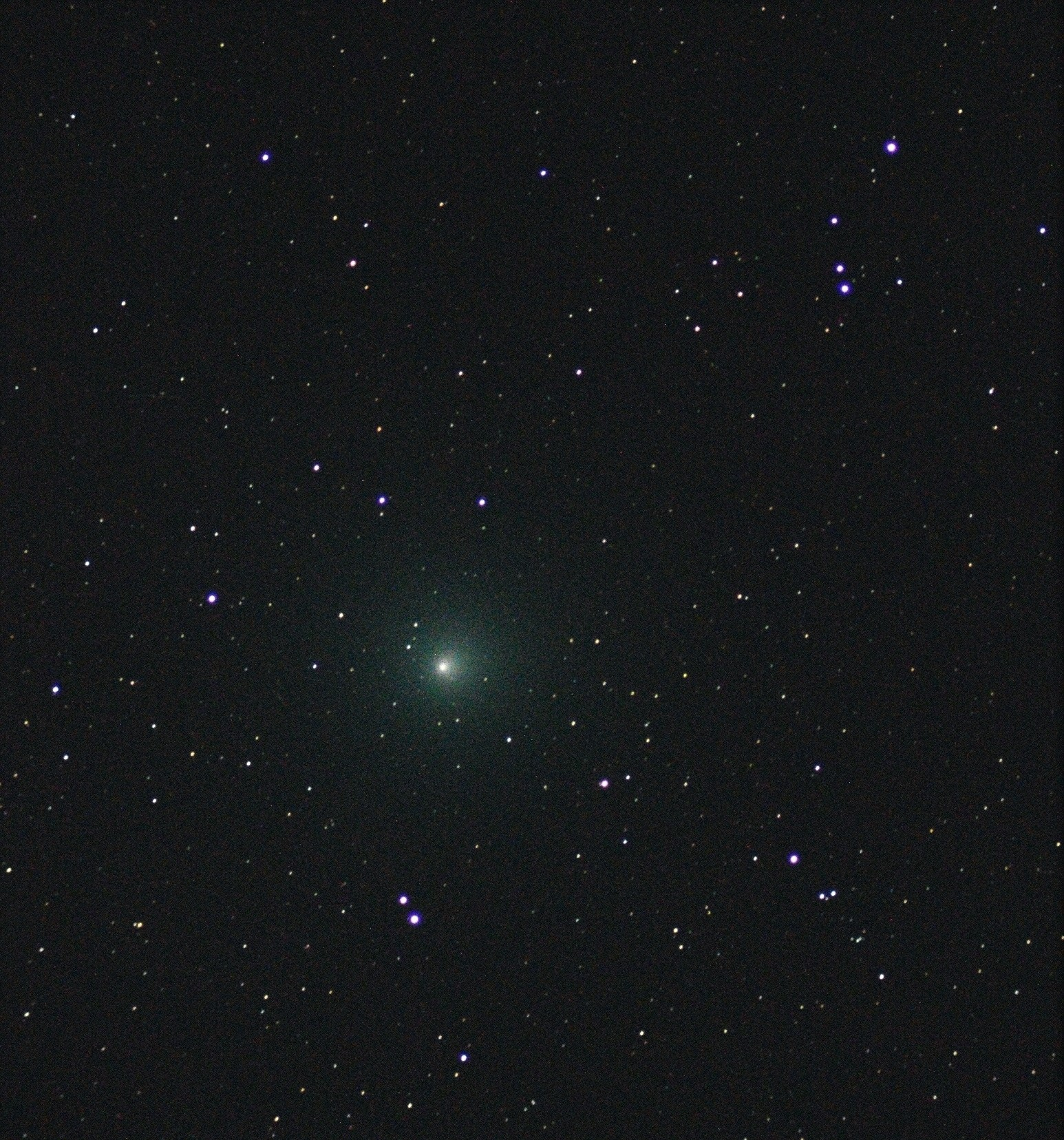
46P/Wirtanen observado desde Argentina en 2018.

El punto en que pasa más cerca al Sol es por fuera de la órbita de la Tierra.
Fue descubierto por Carl A. Wirtanen, el 17 de enero de 1948.
Cambió su órbita dos veces recientemente, en dos acercamientos a Júpiter, en 1972 y 1984.
Fue seleccionado para ser estudiado por la sonda espacial Rosetta, a ser lanzada en enero de 2003 (alcanzaría al cometa 8 años después, y lo estudiaría entre noviembre de 2011 y agosto de 2012). Sin embargo, un retraso en el lanzamiento (debido a problemas con el cohete Ariane), obligó a cambiar el objetivo al cometa 67P/Churyumov-Gerasimenko.
El 14 de diciembre de 2012 se produjo una lluvia de meteoros que fue observada a simple vista: el origen de esta lluvia fue el cometa 46P/Wirtanen.
El 16 de diciembre de 2018, el cometa pasó a 0.0774  UA ,11.580.000 km de la Tierra, alcanzando una magnitud aparente de 4.2, haciendo de este paso el más brillante predicho y uno de los acercamientos más brillantes durante los próximos 20 años. Fue uno de los 10 sobrevuelos de cometas más cercanos a la Tierra en 70 años.